# NiziU
NiziU (니쥬, ニジュー)는 2020년 12월 2일에 소속사 JYP 엔터테인먼트와 레이블 산하 소니 뮤직을 통해 결성한 9인조 글로벌 K-Pop 걸 그룹으로, 일본을 중심으로 활동한다.

## 개요
대한민국의 기획사 JYP 엔터테인먼트와 일본의 레코드 회사 소니 뮤직과 한일 합동 글로벌 오디션 프로젝트인 《Nizi Project》에 의해서 1만 명을 넘는 응모에서 선발된 소녀 9명으로 결성되는 걸 그룹이다.
NiziU의 역사적 개요는 2018년 JYP 2.0에서 박진영이 발표했던 케이팝의 세계화 3단계인 현지화를 통한 세계화'Globalisme By Location'일본 진행 프로젝트로 결성되었으며, 현지화 선례인 보이스토리 그룹이 있다. NiziU는 2020년 6월 30일 한국과 일본에서 동시에 프리 데뷔하였다. JYP 엔터테인먼트 소속 걸그룹이며 일본 활동시 앨범판매 및 그룹의 관리를 위해 로컬 레코드 레이블 소니 뮤직과 협력관계에 있다.
JYP의 창업자이자 프로듀서 겸 심사위원인 박진영이 그룹 이름을 지었다. ‘Nizi Project’으로 만들어진 그룹이기 때문에 ‘Nizi’가 붙으며, ‘U’에는 그룹 외의 멤버, 팬의 의미가 들어있다. 그룹 이름에는 ‘Need you’의 뉘앙스도 포함되어 있으며 박진영은 멤버에게 ‘인간은 혼자서 성공할 수 없다. 모두가 서로를 필요로 하며 팬이 필요하다’라고 말하고 있다.

## 활동

### 2020년: 일본 데뷔,Make you happy,Step and a step
6월 26일에 오디션 프로그램 《Nizi Project》에서 멤버 9명이 선출됐다.
6월 30일, 프리 데뷔 음반이자 디지털 미니 음반인《Make you happy》를 한국과 일본에서 동시 발매를 하였으며 그 외의 지역에서는 7월 1일에 발매하였다. 7월 3일에 일본 음원 사이트에서 64관을 얻었으며 뮤직 비디오는 2000만 조회수를 돌파하였다. 또, 7월 16일에는 전세계 음원 사이트에서 109관, 뮤직 비디오는 5000만 조회수를 돌파하였다. 뮤직 비디오가 공개되고나서 2개월 후인 8월 31일에는 조회수가 1억을 돌파하였다. 또, 현재는 전세계 음원 사이트에서 110관을 달성하고 있다. 9월 12일에는 닛폰 TV 계열 《THE MUSIC DAY 人はなぜ歌うのか? / THE MUSIC DAY 사람은 왜 노래하는 걸까?》에서 음악 방송으로는 첫 출연하였으며 이 때가 방송에서 첫 무대를 가졌다. 10월 23일에 멤버 미이히가 컨디션이 좋지 않아 활동을 잠시 휴식 기간을 가졌으며 이후 방송에서는 미이히를 제외한 8명이 활동을 계속 이어 나갔다. 10월 27일에는 일본 방송 스튜디오로 첫 등장인 닛폰 TV 계열 《スッキリ / 슷키리》에 출연하였으며 10월 30일에는 《MTV Video Music Awards Japan 2020》의 ‘최우수 댄스 비디오 상’을 수상하였다.
11월 20일, 《제62회 일본 레코드 대상》에서 ‘특별상을 수상하였다.
12월 2일, 싱글 〈Step and a step〉으로 정식 데뷔하였다.
12월 9일, 《Yahoo!検索大賞2020 / Yahoo! 검색 대상 2020》의 인물 분류의 아이돌 부문을 대상하였다.
12월 20일, 미이히의 활동 재개를 발표하였으며, 12월 25일에 방영된 TV 아사히 계열 음악 방송 《ミュージックステーション ウルトラSuper Live 2020 / 뮤직 스테이션 울트로 SUPER LIVE》에서 복귀하였다.
12월 31일에는 《제71회 NHK 홍백가합전》에 첫 출연을 하였다. 정식 데뷔가 방송 직전인 12월 2일이기 때문에 걸 그룹으로는 가장 빠른 출연이다.

### 2021년:Take a picture / Poppin' Shakin'
4월 7일, 두 번째 싱글 〈Take a picture / Poppin' Shakin'〉을 발매했다. 처음으로 양면 싱글의 형태로 발매가 됐다.

## 구성원
| 이름   | 소개 |
| ------ | --- |
| 마코   | - 본명 : 야마구치 마코(山口真子) - 생년월일 : 2001년 4월 4일 (23세) - 출신지 : 일본 후쿠오카현 야메시 - 활동 기간 : 2020년 12월 2일 ~ - 소속사 : JYP Entertainment |
| 리오   | - 본명 : 하나바시 리오(花橋梨緒) - 생년월일 : 2002년 2월 4일(23세) - 출신지 : 일본 아이치현 나고야시 - 활동 기간 : 2020년 12월 2일 ~ - 소속사 : MNH Entertainment |
| 마야   | - 본명 : 카츠무라 마야(勝村摩耶) - 생년월일 : 2002년 4월 8일(23세) - 출신지 : 일본 이시카와현 하쿠산시 - 포지션 : 서브보컬, 리드댄서 - 활동 기간 : 2020년 12월 2일 ~ - 소속사 : Pledis Entertainment                                                                              |
| 리쿠   | - 본명 : 오에 리쿠(大江梨久) - 생년월일 : 2002년 10월 26일(22세) - 출신지 : 일본 교토부 교토시 - 활동 기간 : 2020년 12월 2일 ~ - 소속사 : WakeOne |
| 아야카 | - 본명 : 아라이 아야카(新井彩花) - 생년월일 : 2003년 6월 20일(21세) - 출신지 : 일본 도쿄도 - 활동 기간 : 2020년 12월 2일 ~ - 소속사 : WakeOne |
| 마유카 | - 본명 : 오고 마유카(小合麻由佳) - 생년월일 : 2003년 11월 13일(21세) - 출신지 : 일본 교토부 교타나베시 - 활동 기간 : 2020년 12월 2일 ~ - 소속사 : JYP Entertainment |
| 리마   | - 본명 : 나카바야시 리마(中林里茉) - 생년월일 : 2004년 3월 26일 (20세) - 출신지 : 일본 도쿄도 - 활동 기간 : 2020년 12월 2일 ~ - 소속사 : Yuehua Entertainment |
| 미이히 | - 본명 : 스즈노 미이히(鈴野未光) - 생년월일 : 2004년 8월 12일(20세) - 출신지 : 일본 교토부 교토시 - 활동 기간 : 2020년 12월 2일 ~ - 소속사 : Fantagio |
| 니나   | - 이름 : 니나 헬리(Nina Hélrih, ニナ・ヘルリ), 마키노 니나(牧野仁菜) - 생년월일 : 2005년 2월 27일(20세) - 출신지: 뉴칼레도니아 누메아 - 국적: 뉴칼레도니아, 일본 - 비고: 아버지는 백인계 미국인, 어머니는 일본인이다. - 활동 기간 : 2020년 12월 2일 ~ - 소속사 : SM Entertainment |

## 음반 목록

### 디지털 EP
| #         | 음반                                                                   |
| --------- | ---------------------------------------------------------------------- |
| Pre Debut | Make you happy - 발매일: 2020년 6월 30일 (한국, 일본)/7월 1일 (전세계) |

### 싱글

#### 일본
| # | 제목                           | 발매일          | 오리콘 (주간)    | 판매량                         | 규격 품번        | 형태                           |
| - | ------------------------------ | --------------- | ---------------- | ------------------------------ | ---------------- | ------------------------------ |
| 1 | Step and a step                | 2020년 12월 2일 | 1위              | 311,774장                      | ESCL-5470 ~ 5471 | 초도 생산 한정반 A (CD+DVD)    |
| 1 | Step and a step                | 2020년 12월 2일 | 1위              | 311,774장                      | ESCL-5472 ~ 5473 | 초도 생산 한정반 B (CD+부클릿) |
| 1 | Step and a step                | 2020년 12월 2일 | 1위              | 311,774장                      | ESCL-5474        | 통상반 (CD)                    |
| 1 | Step and a step                | 2020년 12월 2일 | 1위              | 311,774장                      | ESC8-70 ~ 78     | WithU반 (솔로반) (CD, 9종)     |
| 2 | Take a picture/Poppin' Shakin' | 2021년 4월 7일  |                  |                                | ESCL-5513 ~ 5514 | 초도 생산 한정반 A (CD+DVD)    |
| 2 | Take a picture/Poppin' Shakin' | 2021년 4월 7일  | ESCL-5515 ~ 5516 | 초도 생산 한정반 B (CD+부클릿) |                  |                                |
| 2 | Take a picture/Poppin' Shakin' | 2021년 4월 7일  | ESCL-5517        | 통상반 (CD)                    |                  |                                |
| 2 | Take a picture/Poppin' Shakin' | 2021년 4월 7일  | ESC8- 80 ~ 88    | WithU밤 (솔로반) (CD, 9종)     |                  |                                |

## 수상 목록

### TV 가요 프로그램 1위
| 연도            | 수상 내역 (총 2회)                                                   |
| --------------- | -------------------------------------------------------------------- |
| 2023년 (총 1회) | - HEARTRIS (총 1회) - 11월 8일 MBC M 《쇼 챔피언》 챔피언송          |
| 2025년 (총 1회) | - 운명선 (LOVE LINE) (총 1회) - 4월 9일 MBC M 《쇼 챔피언》 챔피언송 |

### 시상식
- 2022년 아시아 아티스트 어워즈 가수 부문 핫트렌드상
- 2022년 아시아 아티스트 어워즈 베스트 뮤지션상
- 2024년 써클차트 뮤직 어워즈 뉴 아티스트 오브 넥스트 제너레이션상
- 2024년 써클차트 뮤직 어워즈 뮤빗 글로벌초이스상
- 2024년 코리아 그랜드 뮤직 어워즈 팬투표 신인상
- 2024년 코리아 그랜드 뮤직 어워즈 K-POP 해외 아티스트상
- 2024년 아시아 아티스트 어워즈 인기상
- 2025년 2025 아시아 스타 엔터테이너 어워즈 여자 부문 더 베스트 그룹상
- 2025년 2025 아시아 스타 엔터테이너 어워즈 더 플래티넘상

## 참고
1. ↑  白川司 (2020년 8월 12일). “なぜNiziUは世界を興奮させるのか…日本のエンタメが｢韓国に完敗｣した理由” [왜 NiziU는 세상을 흥분시키는 걸까... 일본의 연예가 ‘한국에 완패’한 이유]. 《President》 (일본어). 2020년 8월 25일에 확인함.
2. ↑  Dong, Sun-hwa (2020년 1월 21일). “Japanese-speaking K-pop girl band: JYP's audition program to air in Japan” [일본어로 말하는 K-pop 걸 그룹: 일본에서 방영된 JYP의 오디션 프로그램]. 《The Korea Times》 (영어). 2020년 7월 4일에 원본 문서에서 보존된 문서. 2020년 7월 4일에 확인함.
3. ↑  Sun-hwa, Dong (2020년 9월 7일). “K-pop groups without Koreans” [한국인 없는 K-pop 그룹]. 《The Korea Times》. 2020년 9월 9일에 원본 문서에서 보존된 문서. 2020년 9월 9일에 확인함.
4. ↑  노푸른 (2020년 6월 29일). “JYP 한일합작 걸그룹 '니쥬(NiziU)' 내일(30일) 음원 공개”. 《문화뉴스》. 2020년 6월 30일에 확인함.
5. 1 2  “NiziU Official Website”. 《NiziU Official Website》 (일본어). 2020년 6월 26일에 확인함.
6. ↑  “『Nizi Project』発「NiziU」メンバー9人決定、喜びの涙 急きょ6・30プレデビュー” [“Nizi Project”발 ‘NiziU’ 멤버 9명 결정, 기쁨의 눈물 갑작스러운 6월 30일 프리 데뷔]. 《ORICON MUSIC》 (일본어). 2020년 6월 26일. 2020년 6월 26일에 확인함.
7. ↑  “Ｎｉｚｉ　Ｐｒｏｊｅｃｔ、メンバー９人決定！グループ名は「ＮｉｚｉＵ」” [Nizi Project, 멤버 9명 결정! 그룹 이름은 ‘NiziU’]. 《サンスポ.com》 (일본어). 2020년 6월 26일. 2020년 6월 26일에 확인함.
8. ↑  “「Nizi Project」発グループがプレデビューミニアルバム発売決定、秋にメジャーデビュー” [“Nizi Project”발 그룹이 프리 미니 앨범 발매 결정, 가을에 메이저 데뷔]. 《音楽ナタリー》 (일본어). 2020년 6월 26일. 2020년 6월 26일에 확인함.
9. ↑  “NiziProject発「NiziU」国内音楽配信サイト64冠 初MVは異例の3日で2000万回突破” [NiziProject발 ‘NiziU’ 일본 음원 사이트 64관 첫 뮤비는 이례적으로 3일에 2000만 조회수를 돌파]. 《ORICON NEWS》 (일본어). 2020년 7월 3일. 2020년 7월 3일에 확인함.
10. ↑  “『Nizi Project』発NiziU、初MVが驚異の16日で5000万回超え” [“Nizi Project”발 NiziU, 첫 뮤비가 경이롭게 16일 만에 5000만 조회수를 넘어]. 《ORICON NEWS》 (일본어). 2020년 7월 16일. 2020년 8월 9일에 확인함.
11. ↑  “｢NiziU｣、オリコン累積10万ダウンロード達成…女性アーティストで初” [‘NiziU’, 오리콘 누적 10만 다운로드 달성… 여자 아티스트로 처음]. 《wowKorea》 (일본어). 2020년 8월 19일. 2020년 8월 19일에 확인함.
12. ↑  “「NiziU」、「Make you happy」がYouTube再生回数1億回を達成…公開2か月の驚異的なスピード記録” [‘NiziU’, ‘Make you happy’가 경이적인 스피드 기록]. 《wowKorea》 (일본어). 2020년 8월 31일. 2020년 8월 31일에 확인함.
13. ↑  “NiziU『THE MUSIC DAY』であいさつ「人生初の歌番組、頑張りまーす!」” [NiziU “THE MUSIC DAY”에서 인사 ‘인생에 첫 노래 방송, 파이팅하겠습니다!’]. 《ORICON  MUSIC》 (일본어). ORICON. 2020년 9월 12일. 2020년 9월 12일에 확인함.
14. ↑  “「NiziU」メンバー　ミイヒが体調不良で活動休止” [‘NiziU’ 멤버 미이히가 컨디션이 좋지 않아서 활동 휴식]. 《news.tv-asahi.co.jp》 (일본어). 2020년 10월 23일에 확인함.
15. ↑  “NiziUがついに「スッキリ」のスタジオに初登場、生パフォーマンスを披露” [NiziU가 드디어 “슷키리”의 스튜디오에 첫 등장, 라이브 퍼포먼스를 보이다]. 《音楽ナタリー》 (일본어). ナターシャ. 2020년 10월 20일. 2020년 10월 20일에 확인함.,
16. ↑  “VMAJ 2020 WINNERS”. 《Video Music Awards Japan 2020》 (일본어). MTV Japan. 2020년 10월 30일. 2020년 10월 30일에 확인함.
17. ↑  “2020年「日本レコード大賞」候補に瑛人、乃木坂46、LiSAら　特別賞にNiziU、米津玄師、特別国際音楽賞にはBTSも” [2020년 “일본 레코드 대상” 후보에 에이토, 노기자카46, LiSA 등, 특별상에 NiziU, 요네즈 켄시, 특별 국제 음악상에는 BTS도]. 《リアルサウンド》 (일본어). Real Sound. 2020년 11월 20일. 2020년 11월 25일에 확인함.
18. ↑  “パク・ジニョン「NiziUらしいデビューアルバム作れた、ファンのおかげ」” [박진영 “NiziU다운 데뷔 음반 만들어졌다, 팬 덕분”]. 《デバク K-POPニュース＆ゴシップ》 (일본어). 2020년 9월 20일. 2020년 9월 22일에 확인함.
19. ↑  “12月2日、ついにデビューシングル『Step and a step』リリース！！” [12월 2일, 드디어 데뷔 싱글 ‘Step and a step’ 발매!!]. 《NiziU Official Website》 (일본어). 2020년 10월 2일. 2020년 10월 2일에 확인함.
20. ↑  “ヤフー検索大賞に「恋つづ」佐藤健さん…アイドルＮｉｚｉＵ・「鬼滅の刃」も” [야후 검색 대상(大賞)에 ‘사랑은 계속될 거야 어디까지나’의 사토 타케루… 아이돌 NiziU · “귀멸의 칼날”도]. 《読売新聞オンライン》 (일본어). 2020년 12월 9일. 2020년 12월 9일에 확인함.
21. ↑  “NiziUのMIIHIが活動再開、9名全員そろった写真をInstagramで公開” [NiziU의 미이히의 활동 재개, 9명 전원이 모인 사진을 인스타그램에 공개]. 《音楽ナタリー》 (일본어) (ナターシャ). 2020년 12월 20일. 2020년 12월 20일에 확인함.
22. ↑  “【NiziU】休養ミイヒが『Mステ』で復帰「初出場なので…少し緊張」元気に縄跳びダンス披露：中日スポーツ・東京中日スポーツ” [【NiziU】쉬고 있던 미이히가 “M스테”에서 복귀 ‘첫 출연이기에... 조금 긴장’ 건강하게 줄넘기 춤을 보이다: 추니치 스포츠 · 도쿄 추니치 스포츠]. 《中日スポーツ・東京中日スポーツ》 (일본어). 2020년 12월 27일에 확인함.
23. ↑  “第71回NHK紅白歌合戦 出場歌手” [제71회 NHK 홍백가합전 출연 가수]. 《第71回NHK紅白歌合戦 公式サイト》 (일본어). NHK. 2020년 11월 16일. 2018년 11월 14일에 원본 문서에서 보존된 문서. 2020년 11월 16일에 확인함.
24. ↑  “ＮｉｚｉＵが初紅白「みんなで涙を流しました」” [NiziU가 첫 홍백 ‘다같이 눈물을 흘려요’]. 《日刊スポーツ》 (일본어). 2020년 11월 16일.
25. ↑  “NiziUデビューシングル、女性アーティスト歴代2位となる初週売上で首位 MAKO「感謝と嬉しい気持ちで一杯」【オリコンランキング】” [NiziU 데뷔 싱글, 여성 아티스트 역대 2위인 첫 주 판매량으로 상위권, 마코 ‘감사하고 기쁜 마음이 한 가득’【오리콘 차트】]. 《ORICON NEWS》 (일본어). オリコン. 2020년 12월 8일. 2020년 12월 8일에 확인함.
26. ↑  “週間 シングルランキング 2020年12月14日付” [주간 싱글 차트 2020년 12월 14일자]. 《ORICON NEWS》 (일본어) (オリコン). 2020년 12월 9일. 2020년 12월 9일에 확인함.